# Hugo Herrnhof
Hugo Herrnhof (Bolzano, 21 settembre 1964) è un ex pattinatore di short track italiano.

## Biografia
Ha conquistato, insieme a Maurizio Carnino, Diego Cattani, Orazio Fagone e Mirko Vuillermin la medaglia d'oro nella staffetta dello short track alle Olimpiadi di Lillehammer 1994.
In precedenza era stato un membro del quartetto che aveva ottenuto la medaglia d'argento ai Giochi olimpici Calgary 1988, nei quali lo short track aveva esordito, ma solo come sport dimostrativo. Ha inoltre conquistato sei medaglie ai campionati mondiali, tra le quali due d'oro.
Attualmente è membro del consiglio direttivo dell'International Skating Union con la qualifica di direttore sportivo del settore pattinaggio di velocità e fa altresì parte del consiglio della Federazione Italiana Sport del Ghiaccio per il settore short track.
Originario di Brunico, oggi vive in Piemonte. È sposato con Cristina Sciolla, anche lei ex pattinatrice di short track che ha militato per anni nella nazionale italiana.

## Palmarès

### Giochi olimpici invernali
- 1 medaglia:
  - 1 oro (staffetta a Lillehammer 1994)

Herrnhof ha vinto anche una medaglia a Calgary 1988 (argento nella staffetta), dove lo short track era sport dimostrativo.

### Campionati mondiali di short track
- 3 medaglie[3][4][5][6]:
  - 1 oro (staffetta a St. Louis 1988)
  - 2 argenti (staffetta a Montreal 1987; staffetta a Pechino 1993)

### Campionati mondiali di short track a squadre
- 3 medaglie[3][7][8]:
  - 1 oro (Budapest 1993)
  - 1 argento (Nobeyama 1992)
  - 1 bronzo (Cambridge 1994)

### Campionati europei di short track
- 1 medaglia[3][9][10][11]:
  - 1 bronzo (staffetta a Malmö 1997)